# Liste von Söhnen und Töchtern der Stadt Budapest
Diese Liste der Söhne und Töchter der Stadt Budapest enthält Personen, die in Budapest geboren wurden und in der deutschsprachigen Wikipedia mit einem Artikel vertreten sind.
Zu den Söhnen und Töchtern der Städte Buda und Pest, aus denen zusammen mit der Stadt Óbuda am 17. November 1873 die Stadt Budapest entstand, siehe:
- Liste von Söhnen und Töchtern der Stadt Buda
- Liste von Söhnen und Töchtern der Stadt Pest

Diese Liste erhebt keinen Anspruch auf Vollständigkeit.

## Söhne und Töchter der Stadt Budapest

### 19. Jahrhundert

#### 1873 bis 1880

##### 1873
- Károly Kernstok (1873–1940), ungarischer Maler der Moderne

##### 1874
- Rezső Bálint (1874–1929), ungarischer Arzt für Innere Medizin, Neurologe und Psychiater
- Hugó Böckh (1874–1931), ungarischer Geologe
- Julius Glattfelder (1874–1943), ungarischer Geistlicher
- Harry Houdini (1874–1926), österreichisch-US-amerikanischer Magier
- Károly Lovik (1874–1915), ungarischer Schriftsteller und Übersetzer
- Egon Ewald Seefehlner (1874–1946), Generaldirektor der ÖBB
- Stephen Wise (1874–1949), US-amerikanischer Rabbiner und Zionist

##### 1875
- László Berti (1875–1952), Fechter
- Gyula Kakas (1875–1928), ungarischer Turner
- Mihály Károlyi (1875–1955), ungarischer Politiker und Ministerpräsident
- Samuel Morgenstern (1875–1943), österreichischer Geschäftsmann
- Harold Steinacker (1875–1965), österreichischer Historiker
- Manó Vesztróczy (1875–1955), Maler

##### 1876
- Oskar Beregi (1876–1965), ungarischer Schauspieler der Stummfilmzeit
- Andreas Latzko (1876–1943), österreichischer Schriftsteller
- Eduard Rothauser (1876–1956), deutscher Schauspieler
- Cécile Tormay (1876–1937), Schriftstellerin und Frauenfunktionärin

##### 1877
- Jean de Bourgoing (1877–1968), französisch-österreichischer Schriftsteller
- Béla Kádár (1877–1956), ungarischer Maler und Zeichner
- Ervin Mészáros (1877–1940), Fechter
- Victor Palfi (1877–1921), Schauspieler und Theaterunternehmer
- Eugen Robert, eigentlich Eugen Robert Weiss (1877–1944), Jurist, Journalist und Theaterunternehmer
- Anatol von Roessel (1877–1967), staatenloser Pianist, Musikkritiker und Klavierpädagoge österreichisch-russischer Herkunft
- Rosika Schwimmer (1877–1948), Feministin und Pazifistin
- Petar Stojanović (1877–1957), jugoslawischer Komponist
- Olaf Richard Wulff (1877–1955), österreichisch-ungarischer Marineoffizier

##### 1878
- Rolanda von Eötvös (1878–1953), Alpinistin
- Marcel Grossmann (1878–1936), Schweizer Mathematiker
- Alfréd Hajós (1878–1955), Schwimmer und Architekt
- Ferenc Kirchknopf (1878–1949), Ruderer
- Erwin Guido Kolbenheyer (1878–1962), österreichischer Romanautor, Dramatiker und Lyriker der faschistischen Epoche
- Ödön Márffy (1878–1959), ungarischer Maler und Grafiker
- Ferenc Molnár (1878–1952), Schriftsteller und Journalist
- Béla Scitovszky (1878–1959), Politiker, Parlamentspräsident und Innenminister (1926–1931)
- Jean Schwartz (1878–1956), US-amerikanischer Komponist und Lieddichter
- Albert Siklós (1878–1942), Komponist

##### 1879
- Rudolf Bauer (1879–1932), Leichtathlet
- Sándor Kugler (1879–1964), Schwimmer
- Eugen Reisz (1879–1957), österreichischer Elektroakustiker und Unternehmer
- Pál Teleki (1879–1941), Wissenschaftler und Politiker
- Eugen Varga (1879–1964), marxistischer Wirtschaftswissenschaftler
- Richárd Weisz (1879–1945), Ringer und Gewichtheber

##### 1880
- Ágost Benárd (1880–1968), Arzt, Politiker und Minister für Volkswohlfahrt und Arbeitswesen
- Ilona von Eötvös (1880–1945), Alpinistin
- Alexander von Lichtenberg (1880–1949), ungarisch-deutscher Urologe
- Erwin Lohr (1880–1951), österreichischer Physiker und Hochschullehrer
- Imre Pozsonyi (1880–1963), Fußballspieler und -trainer
- Vilmos Pál Tomcsányi (1880–1959), Jurist, Politiker und Minister

#### 1881 bis 1890

##### 1881
- Ilona Durigo (1881–1943), Altistin
- Leó Forgács (1881–1930), Schachspieler
- Tibor Kállay (1881–1964), Politiker und Finanzminister
- Theodore von Kármán (1881–1963), Pionier der modernen Aerodynamik und der Luftfahrtforschung
- György Pallavicini (1881–1946), Großgrundbesitzer, Politiker und Parlamentsabgeordneter
- Árpád Pédery (1881–1914), Turner
- Sigismund Schilhawsky von Bahnbrück (1881–1957), österreichischer General der Infanterie
- Ferenc Szűts (1881–1966), Turner

##### 1882
- Toni von Bukovics (1882–1970), österreichische Schauspielerin
- Arnold Földesy (1882–1940), Cellist
- Jenő Fuchs (1882–1955), Fechter
- Géza de Kresz (1882–1959), kanadischer Geiger, Musikpädagoge und Komponist
- Erwin Lendvai (1882–1949), Komponist
- András Nagy (1882–1956), Politiker, Jurist und Justizminister
- Péter Tóth (1882–1967), Fechter

##### 1883
- Dezső Czigány (1883–1937), Maler
- Nándor Deák (1883–1947), Maler
- Oszkár Gerde (1883–1944), Fechter
- Viktor Jacobi (1883–1921), Operettenkomponist
- Herbert Nadler (1883–1951), Jagdschriftsteller, Zoodirektor, Fotograf, Jäger, Zoologe
- Franz von Oberhoffer (1838–1920), preußischer General der Infanterie
- Julius Skarba-Wallraff (1883–1943), deutscher Architekt
- Szöke Szakall (1883–1955), Schauspieler und Autor
- Elisabeth Weber-Fülöp (1883–1966), österreichische Malerin
- Lajos Werkner (1883–1943), Fechter

##### 1884
- Felix Albrecht Harta (1884–1967), österreichischer Maler
- Dénes Kőnig (1884–1944), Mathematiker
- Alfréd Réth (1884–1966), ungarisch-französischer Maler
- Imre Schöffer (1884–1938), Fußballspieler und -trainer
- Erwin Steinitzer (1884–1925), deutsch-österreichischer Ökonom und Journalist jüdischer Herkunft

##### 1885
- Andor Basch (1885–1944), jüdischer Maler der Verschollenen Generation
- Alfréd Haar (1885–1933), Mathematiker
- George de Hevesy (1885–1966), Chemiker und Nobelpreisträger
- József Keresztessy (1885–1962), Turner
- Sándor Kleckner (1885–1963), Ruderer, Sportschütze und Fechter
- Izidor Kürschner (1885–1941), Fußballspieler und -trainer
- Georg Lukács (1885–1971), Philosoph, Literaturwissenschaftler und -kritiker
- Dora Pejačević (1885–1923), kroatische Komponistin
- Iván Rakovszky (1885–1960), Politiker, Innenminister (1922–1926) und Minister für Kultus und Unterricht (1944)
- Lajos Tihanyi (1885–1938), Maler
- Leó Weiner (1885–1960), Komponist und Musikpädagoge

##### 1886
- Michael Curtiz (1886–1962), ungarisch-US-amerikanischer Filmregisseur
- Kálmán Darányi (1886–1939), Politiker; Premierminister Ungarns 1936–1938
- Sándor Győrffy-Bengyel (1886–1942), Generaloberst und Minister
- Henrik Hajós (1886–1963), Schwimmer
- Bernard Karfiol (1886–1952), US-amerikanischer Maler
- Leó Popper (1886–1911), ungarischer Maler, Komponist und Kunsthistoriker
- Andreas Bertalan Schwarz (1886–1953), deutscher Rechtswissenschaftler, Hochschullehrer
- Antal Szebeny (1886–1936), Ruderer
- Andor Szende (1886–1972), Eiskunstläufer

##### 1887
- Priska Aich (1887–1943), Opernsängerin
- Alexander von Antalffy (1887–1961), Filmregisseur, Schauspieler, Maler und Filmarchitekt
- Róbert Berény (1887–1953), Maler
- Frigyes Karinthy (1887–1938), Schriftsteller
- Frigyes Klug (1887–1962), Fußballschiedsrichter und -funktionär
- George Pólya (1887–1985), US-amerikanischer Mathematiker
- György Szebeny (1887–1968), Ruderer
- Miklós Szebeny (1887–1919), Ruderer

##### 1888
- Jósef Bató (1888–1966), Maler und Grafiker
- Milán Füst (1888–1967), Schriftsteller
- Stefi Geyer (1888–1956), Violinistin
- Aurél von Kelemen (1888–1968), Tennisspieler
- Gyula Kertész (1888–1982), Fußballspieler und -trainer
- Fritz Reiner (1888–1963), US-amerikanischer Dirigent
- Bianca Stagno Bellincioni (1888–1980), italienische Sängerin und Schauspielerin
- Ferenc Steiner (1888–1967), Radrennfahrer
- Árpád Szakasits (1888–1965), Politiker; Staatspräsident Ungarns 1948–49
- Géza Tuli (1888–1966), Turner

##### 1889
- Maximilian de Angelis (1889–1974), österreichischer Generalmajor, deutscher General der Artillerie
- Imre Erdődy (1889–1973), Turner
- János Garay (1889–1945), Fechter
- Imre Hermann (1889–1984), Psychoanalytiker und Hochschullehrer
- Ernst Kratzmann (1889–1950), österreichischer Schriftsteller
- Eugen Linz (1889–1954), deutsch-ungarischer Dramatiker
- László Péri (1889–1967), britisch-ungarischer Bildhauer und Kupferstecher
- Ernst Rausch (1889–1977), deutsch-ungarischer Bauingenieur
- Alice Ripper (1889–1961), Pianistin
- Karl Schlesinger (1889–1938), österreichisch-ungarischer Nationalökonom und Bankier
- Imre Schlosser (1889–1959), Fußballspieler
- Rezső Seress (1889–1968), Pianist und Komponist
- Jenő Zsigmondy (1889–1930), Tennisspieler

##### 1890
- Gyula Bíró (1890–1961), mexikanisch-ungarischer Fußballspieler und -trainer
- Paul Czinner (1890–1972), Autor, Filmregisseur und -produzent
- Samu Fóti (1890–1916), Turner
- Lily Kronberger (1890–1974), Eiskunstläuferin
- Eugen Kürschner (1890–1939), Filmproduktionsleiter und Aufnahmeleiter beim deutschen Film
- Géza Lakatos (1890–1967), Offizier der ungarischen Streitkräfte im Ersten und Zweiten Weltkrieg
- Béla von Las-Torres (1890–1915), Schwimmer
- Béla Miklós (1890–1948), Offizier und Staatsmann
- Antal Molnár (1890–1983), Komponist und Musikwissenschaftler
- József Munk (1890–1942), Schwimmer
- Ida Russka (1890–1983), österreichische Schauspielerin und Sängerin
- István Szebeny (1890–1953), Ruderer
- Ödön Téry (1890–1981), Turner
- Imre Zachár (1890–1954), Schwimmer und Wasserballspieler

#### 1891 bis 1900

##### 1891
- Franz Alexander (1891–1964), Psychoanalytiker und Arzt
- Licco Amar (1891–1959), Violinist
- Leó von Baráth (1891–19??), Tennisspieler
- László Beleznai (1891–1953), Schwimmer und Wasserballspieler
- Béla Fogarasi (1891–1959), Philosoph
- Zoltán Oroszlán (1891–1971), Archäologe, Kunsthistoriker und Museologe
- Michael Polanyi (1891–1976), ungarisch-britischer Chemiker und Philosoph und Bruder von Karl Polanyi
- Emil Rauchmaul (1891–1968), Fußballspieler und -trainer
- Pál Simon (1891–1922), Sprinter
- Eugen Szenkar (1891–1977), Dirigent
- István Tóth-Potya (1891–1945), Fußballspieler und -trainer
- Antal Vágó (1891–1944), Fußballspieler

##### 1892
- Sándor Ádám (1892–?), Wasserballspieler und Schwimmer
- Tibor Fazekas (1892–1982), Wasserballspieler
- Jenő Hégner-Tóth (1892–1915), Wasserballspieler und Schwimmer
- Fritz Heinrich Klein (1892–1977), österreichischer Komponist
- Béla Komjádi (1892–1933), Wasserballtrainer
- László Lajtha (1892–1963), Komponist
- Jenő Lévai (1892–1983), Historiker des Holocaust
- Gyula Moravcsik (1892–1972), Byzantinist
- József Nagy (1892–1963), Fußballspieler und -trainer
- Miklós Radnai (1892–1935), Komponist
- Lajos Reményi-Schneller (1892–1946), Politiker, Finanzfachmann und Finanzminister
- John Stumar (1892–1962), ungarisch-US-amerikanischer Kameramann
- Joseph Szigeti (1892–1973), US-amerikanischer Violinvirtuose und -lehrer
- Piroska Tábori (1892–1947), Schriftstellerin und Übersetzerin
- Karl Ungár (1892–1975), Offizier
- Imre Waldbauer (1892–1952), Violinist und Musikpädagoge
- Lajos Wick (1892–1959), Ruderer

##### 1893
- Jelly d’Arányi (1893–1966), britisch-ungarische Violinistin
- Gyula Breyer (1893–1921), Schachspieler
- Karl Burger (1893–1962), Gynäkologe
- Flora Klee-Palyi (1893–1961), deutsch-ungarische Holzschneiderin, Illustratorin, Übersetzerin und Herausgeberin
- Karl Mannheim (1893–1947), deutscher Philosoph und Soziologe
- Mihály Pataki (1893–1977), Fußballspieler und -trainer
- Sándor Szalay (1893–1965), Eiskunstläufer
- Albert Szent-Györgyi (1893–1986), Mediziner, Biochemiker und Nobelpreisträger
- Francis Weiss (1893–1982), englischer Unternehmer und Autor
- Franz Weisz (1893–1944), niederländisch-ungarischer Pianist und Komponist

##### 1894
- Vilmos Aba-Novák (1894–1941), Maler
- Tibor Déry (1894–1977), Schriftsteller, Dichter, Dramaturg und Essayist
- Paul Hörbiger (1894–1981), österreichischer Schauspieler
- Alajos Kenyéry (1894–1955), Schwimmer
- André Kertész (1894–1985), Fotograf
- Lajos Kovács (1894–1961), Fußballspieler und -trainer
- Paul Lukas (1894–1971), ungarisch-US-amerikanischer Schauspieler
- Ödön Mikecz (1894–1965), Jurist und Politiker
- Ferenc Németh (1894–1977), Skilangläufer
- Eugen Prager (1894–1967), austrobritischer Verleger
- Stephen Rothman (eigentlich István Rothman; 1894–1963), ungarisch-US-amerikanischer Dermatologe
- Mihály Rusovszky (1894–1979), Radrennfahrer
- Gejza Schiller (1894–1928), Maler, Grafiker und Illustrator
- Eugen Székely (1894–1962), Architekt

##### 1895
- Zoltán Álgya-Pap (1895–1987), Generalleutnant der Königlich Ungarischen Armee
- Margit Angerer (1895–1978), Opern- und Konzertsängerin (Sopran)
- Edith Basch (1895–1980), Malerin
- Rezső Bouska (1895–?), Radrennfahrer
- Francis Edward Faragoh (1895–1966), Drehbuchautor
- László Gábor (1895–1944), Künstler
- Margit Gráber (1895–1993), Malerin und Grafikerin
- János Grimm (1895–1974), Radrennfahrer
- Renée Kürschner (1895–1939), ungarisch-deutsche Schauspielerin und Hörspielsprecherin
- Tibor Radó (1895–1965), Mathematiker
- Alexander Thury (1895–1964), deutsch-ungarischer Fußballspieler und -trainer
- Paul Zsolnay (1895–1961), Verleger

##### 1896
- Emerich Ambros (1896–1933), Antifaschist
- Michael Balint (1896–1970), britisch-ungarischer Psychoanalytiker
- Isidor Gansl (1896–1938), österreichischer Fußballspieler
- Attila Hörbiger (1896–1987), österreichischer Schauspieler
- András Kuttik (1896–1970), Fußballspieler und -trainer
- Ergy Landau (1896–1967), französisch-ungarische Fotografin
- Gizella Mollináry (1896–1978), Dichterin und Schriftstellerin
- Mihály Teleki (1896–1991), Politiker und Ackerbauminister

##### 1897
- Géza von Bolváry (1897–1961), Schauspieler und Drehbuchautor
- György Kósa (1897–1984), Komponist
- Ili Kronstein (1897–1948), österreichische Malerin
- Edith Meller (1897–1953), Schauspielerin
- George Szell (1897–1970), ungarisch-US-amerikanischer Dirigent
- Árpád Szenes (1897–1985), französisch-ungarischer Maler
- Gábor von Vaszary (1897–1985), Schriftsteller und Drehbuchautor
- Gertrud Weinberger (1897–?), Kunsthandwerkerin

##### 1898
- Lucy Doraine (1898–1989), Stummfilmstar
- Josef Ganz (1898–1967), deutsch-ungarischer Maschinenbau-Ingenieur und Journalist
- Máximo Garay (1898–1960), Fußballtrainer
- György Jendrassik (1898–1954), Erfinder
- Amália Krenner (1898–1974), Malerin
- Ernest Laszlo (1898–1984), ungarisch-US-amerikanischer Kameramann
- Marta Linz (1898–1982), deutsch-ungarische Violinistin, Pianistin, Dirigentin und Komponistin
- Ferenc Plattkó (1898–1983), Fußballspieler und -trainer
- József Révai (1898–1959), Schriftsteller, Publizist und Politiker
- Georg Schulhoff (1898–1990), deutscher Ingenieur, Vizepräsident des Zentralverbandes des Deutschen Handwerks und Politiker
- Elemér Somfay (1898–1979), Leichtathlet
- Ferenc Szedlacsek (1898–1973), tschechoslowakischer Fußballspieler und -trainer ungarischer Abstammung
- Leó Szilárd (1898–1964), deutsch-ungarisch-US-amerikanischer Physiker und Molekularbiologe
- Paul Winkler (1898–1982), französisch-ungarischer Autor, Journalist und Verleger

##### 1899
- Ignác Amsel (1899–1974), Fußballspieler
- Georg von Békésy (1899–1972), ungarisch-US-amerikanischer Physiker, Physiologe und Nobelpreisträger
- László József Bíró (1899–1985), argentinisch-ungarischer Erfinder
- Károly Garai (1899–1942), Kommunist und Journalist
- Béla Guttmann (1899–1981), Fußballspieler und -trainer
- Gyula Mándi (1899–1969), Fußballspieler und -trainer
- Georg Marton (1899–1979), ungarisch-US-amerikanischer Schriftsteller, Verleger, Filmagent und -produzent
- Alexander Neufeld, ungarisch Sándor Nemes (1899–1977), österreichisch-ungarischer Fußballspieler und -trainer
- Eugene Ormandy (1899–1985), US-amerikanischer Dirigent und Geiger
- Sándor Radó (1899–1981), Geograph und Kartograph; Widerstandskämpfer
- Hans Swarowsky (1899–1975), österreichischer Dirigent
- István Szendeffy (1899–1985), Ruderer

##### 1900
- Rogi André (1900–1970), ungarisch-französische Malerin und Fotografin
- Hans Becker (1900–1943), deutscher Geologe und Paläontologe
- József Eisenhoffer (1900–1945), Fußballspieler und -trainer
- Rezső Feleki (1900–1981), Opernsänger, Kantor und Gesangslehrer
- Dennis Gábor (1900–1979), Physiker
- Károly Garaguly (1900–1984), Geiger und Dirigent
- Ferenc Körmendi (1900–1972), Schriftsteller
- József Andor Krenner (1900–1979), Biologe, Pilz- und Insektenkundler
- Ernest Manheim (1900–2002), ungarisch-US-amerikanischer Soziologe, Anthropologe und Komponist
- Mihály Matura (1900–1975), Ringer
- Andor Mészáros (1900–1972), australisch-ungarischer Architekt, Bildhauer und Medailleur
- Zoltán Opata (1900–1982), Fußballspieler und -trainer
- Johann Lorenz Schmidt (1900–1978), kommunistischer Parteifunktionär (KPD) und Wirtschaftswissenschaftler
- Charles Vidor (1900–1959), US-amerikanischer Regisseur
- Jules White, geboren als Julius Weiss (1900–1985), Filmproduzent, -regisseur, -schauspieler, Drehbuchautor

#### Geburtsjahr unbekannt
- Emanuel Fogl (um 1842–1901), österreichischer Wäscheunternehmer
- Josef Walla (um 1844–nach 1907), deutsch-ungarischer Holzstecher und Inhaber einer xylographischen Anstalt
- Clara Lichtenstein (≈1860–1946), englische Pianistin und Musikpädagogin

### 20. Jahrhundert

#### 1901 bis 1910

##### 1901
- Július Balász (1901–1970), Schwimmer
- József Braun (1901–1943), Fußballspieler und -trainer
- Ilona Feher (1901–1988), israelisch-ungarische Geigerin und Musikpädagogin
- László Hartmann (1901–1938), Automobilrennfahrer
- Imre Horváth (1901–1958), Diplomat und Politiker
- Paul Henry Lang (1901–1991), US-amerikanischer Musikwissenschaftler
- Henrik Nádler (geb. 1901, verschollen 1945), Fußballspieler und KZ-Häftling
- Olga Orgonista (1901–1978), Eiskunstläuferin
- György Orth (1901–1962), Fußballspieler und -trainer
- Endre Steiner (1901–1944), Schachspieler
- János Székely (1901–1958), Schriftsteller
- Antal Szerb (1901–1945), Schriftsteller

##### 1902
- Raymund Badó (1902–1986), Ringer
- Henrik Becker (1902–1984), deutscher Sprachwissenschaftler und Hochschullehrer
- Lili Darvas (1902–1974), Schauspielerin
- István Eiben (1902–1958), Kameramann
- Ernő Goldfinger (1902–1987), britisch-ungarischer Architekt
- Pál Hermann (1902–?), Cellist und Komponist
- Ferenc Hirzer (1902–1957), Fußballspieler und -trainer
- Stephen Krauss (1902–1973), österreichischer Psychiater
- Rose Meller (1902–1960), österreichisch-ungarische Schriftstellerin und Mikrobiologin
- Egon Orován (1902–1989), Physiker und Metallurge
- Rose Renée Roth (1902–1990), Schauspielerin
- Béla Szendey (1902–1966), Ruderer
- Ilona Vincze-Krausz (1902–1998), israelisch-ungarische Pianistin und Klavierlehrerin
- Eugene Paul Wigner (1902–1995), US-amerikanischer Physiker und Nobelpreisträger

##### 1903
- Gitta Alpár (1903–1991), amerikanisch-ungarische Sängerin, Schauspielerin und Tänzerin
- Rosette Anday (1903–1977), Mezzo-Sopranistin
- Franziska Gaal (1903–1972), Schauspielerin
- Miklós László (1903–1973), Dramatiker
- John von Neumann (1903–1957), ungarisch-US-amerikanischer Chemiker, Mathematiker und Physiker
- Ervin Nyíregyházi (1903–1987), US-amerikanischer Pianist ungarisch-jüdischer Herkunft
- András Révai (1903–1973), Schriftsteller und Politiker
- Imre Rokken (1903–1925), Fußballspieler
- Klára Rothschild (1903–1976), Modedesignerin

##### 1904
- Magda von Bárány-Oberschall (1904–1985), Kunsthistorikerin
- Franciszek Dąbrowski (1904–1962), polnischer Offizier im Zweiten Weltkrieg
- György Gombosi (1904–1945), Kunsthistoriker
- Lajos Lesznai (1904–1977), Musikwissenschaftler
- Ferenc Lohr (1904–1994), Tontechniker beim Film
- Attila Petschauer (1904–1943), Fechter und Journalist jüdischer Abstammung
- Ernö Schwarz (1904–1974), ungarisch-US-amerikanischer Fußballspieler, -trainer und -manager
- József Takács (1904–1983), Fußballspieler

##### 1905
- Paul Arma (1905–1987), französisch-ungarischer Komponist, Musikethnologe und Pianist
- Étienne Balázs (1905–1963), Sinologe
- Baron Thomas Balogh (1905–1985), britischer Wirtschaftswissenschaftler, Hochschullehrer und Politiker
- László Benedek (1905–1992), ungarisch-US-amerikanischer Filmregisseur
- József Debreczeni (1905–1978), Schriftsteller, Journalist und Holocaustüberlebender
- Attila József (1905–1937), Lyriker
- Arthur Koestler (1905–1983), britischer Schriftsteller
- Joseph Kosma (1905–1969), österreichischer Komponist
- Lili Kraus (1905–1986), Pianistin
- Emeric Partos (1905–1975), Modedesigner
- Rózsa Péter (1905–1977), Mathematikerin
- Jenő Rejtő (1905–1943), Schriftsteller
- Mátyás Seiber (1905–1960), Komponist
- Ilona Singer (1905–1944), Malerin und Grafikerin der Verschollenen Generation
- Heinrich Zador (1905–1981), israelischer Schriftsteller

##### 1906
- Paul Almásy (1906–2003), französisch-ungarischer Reportage-Fotograf
- Franz von Bokay (1906–1979), Schauspieler
- Károly Bolberitz (1906–1978), Ingenieur für Wasserwirtschaft
- Antal Doráti (1906–1988), ungarisch-US-amerikanischer Dirigent
- Paul Elek (1906–1976), ungarisch-britischer Verleger
- Tibor Gallus (1906–1982), römisch-katholischer Theologe und Priester
- Klára Herczeg, auch Claire Weiss-Herczeg (1906–1997), Bildhauerin
- Madeleine Kemény-Szemere (1906–1993), ungarisch-schweizerische Malerin und Zeichnerin
- Vilmos Kohut (1906–1986), Fußballspieler
- André Kostolany (1906–1999), US-amerikanischer Finanzexperte, Journalist und Schriftsteller
- Sándor Légrády (1906–1987), Graphiker, Maler und Briefmarkenkünstler
- Maria Mottl (1906–1980), österreichisch-ungarische Paläontologin
- Emília Rotter (1906–2003), Eiskunstläuferin
- Zoltán Sárosy (1906–2017), ungarisch-kanadischer Schachspieler
- Gusztáv Sebes (1906–1986), Fußballspieler und -trainer
- László Vida (1906–1986), Radrennfahrer
- Eva Zeisel (1906–2011), US-amerikanische Industriedesignerin

##### 1907
- Károly Bartha (1907–1991), Schwimmer
- Ilona Elek (1907–1988), Florettfechterin
- János Ferencsik (1907–1984), Dirigent
- André Gertler (1907–1998), belgisch-ungarischer Violinist und Hochschullehrer
- Ödön Pártos (1907–1977), israelischer Komponist
- István Pelle (1907–1986), Turner
- László Rajcsányi (1907–1992), Säbelfechter
- György Ránki (1907–1992), Komponist
- Miklós Rózsa (1907–1995), ungarisch-US-amerikanischer Komponist und Filmkomponist
- László Somogyi (1907–1988), Dirigent
- László Szollás (1907–1980), Eiskunstläufer
- László Tisza (1907–2009), US-amerikanischer Physiker

##### 1908
- Arthur Erdélyi (1908–1977), britisch-ungarischer Mathematiker
- Andrew Fabinyi (1908–1978), ungarisch-australischer Buchhändler und Verleger
- Nicholas Kaldor (1908–1986), Ökonom
- Nicholas Kurti (1908–1998), britisch-ungarischer Tieftemperaturphysiker
- György Pálóczi Horváth (1908–1973), britisch-ungarischer Schriftsteller
- Károly Szenes (1908–?), Radrennfahrer
- Miklós Szentkuthy (1908–1988), Schriftsteller
- Edward Teller (1908–2003), US-amerikanischer Physiker

##### 1909
- Arnold Eagle (1909–1992), ungarisch-amerikanischer Fotograf und Kameramann
- Jules Engel (1909–2003), Animationsfilmer
- Tibor Kozma (1909–1976), Dirigent
- Miklós Radnóti (1909–1944), Dichter
- Károly Sós (1909–1991), Fußballspieler und -trainer
- Géza Toldi (1909–1985), Fußballspieler und -trainer
- Imre Ungár (1909–1972), Pianist
- Gábor Sztehlo (1909–1974), Geistlicher

##### 1910
- Éva Besnyő (1910–2003), niederländisch-ungarische Fotografin
- Steffi Duna (1910–1992), ungarisch-US-amerikanische Tänzerin, Sängerin sowie Bühnen- und Filmschauspielerin
- Maria Egg-Beneš (1910–2005), Leiterin und Gründerin der Heilpädagogischen Hilfsschule in Zürich
- György Faludy (1910–2006), Schriftsteller
- Klara Farkas (1910–2014), US-amerikanische Fotografin ungarisch-jüdischer Abstammung
- Vera Haller (1910–1991), schweizerisch-ungarische Tänzerin und Malerin
- László Hídvéghy (1910–1989), Eisschnellläufer
- Katalin Karády (1910–1990), Schauspielerin und Sängerin
- Roberto Kinsky (1910–1977), argentinischer Dirigent
- Imrich Lichtenfeld (1910–1998), Begründer des Selbstverteidigungssystems Krav Maga
- Ilona Massey (1910–1974), US-amerikanische Schauspielerin
- Luise Rossier-Beneš (1910–2004), schweizerisch-ungarische Psychologin und Sozialpädagogin
- Tibor Scitovsky (1910–2002), US-amerikanischer Wirtschaftswissenschaftler
- László Székely (1910–1969), Fußballspieler und -trainer
- Esther Szekeres (1910–2005), australisch-ungarische Mathematikerin
- Károly Takács (1910–1976), Sportschütze
- Béla Tardos (1910–1966), Komponist
- Pál Turán (1910–1976), Mathematiker
- Pierre Vago (1910–2002), französischer Architekt, Herausgeber und Generalsekretär der UIA
- Margit Wolf (1910–1998), Tänzerin

#### 1911 bis 1920

##### 1911
- Victor Barna (1911–1972), Tischtennisspieler
- László Bellák (1911–2006), ungarisch-US-amerikanischer Tischtennisspieler
- Béla Berend (1911–1984), Rabbiner im Zweiten Weltkrieg
- Klara Dan von Neumann (1911–1963), ungarisch-US-amerikanische Informatikerin, Programmierpionierin
- István Énekes (1911–1940), Boxer
- Hans Habe (1911–1977), deutscher Journalist, Schriftsteller und Drehbuchautor
- József Háda (1911–1994), Fußballspieler und -trainer
- Peggy Norman (1911–1960), Schauspielerin
- Endre Palócz (1911–1988), Fechter
- József Palotás (1911–1957), Ringer
- Paul Rolland (1911–1978), US-amerikanischer Musikpädagoge und Bratschist
- Maria Stader (1911–1999), Schweizer Sopranistin
- George Szekeres (1911–2005), australisch-ungarischer Mathematiker

##### 1912
- István Balogh (1912–1992), Fußballspieler
- Jenő Beamter (1912–1984), Jazzmusiker
- Tibor Berczelly (1912–1990), Säbelfechter
- Marta Eggerth (1912–2013), Operettensängerin und Filmschauspielerin
- Theophil Funk (1912–1983), deutscher methodistischer Theologe, Pastor, Dozent und Friedensaktivist
- György Hajós (1912–1972), Mathematiker
- Lajos Martiny (1912–1985), Jazzmusiker
- István Örkény (1912–1979), Schriftsteller und Dramatiker
- Géza Ottlik (1912–1990), Schriftsteller, Übersetzer, Mathematiker und Bridge-Theoretiker
- György Sándor (1912–2005), ungarisch-US-amerikanischer Pianist
- György Sárosi (1912–1993), Fußballspieler und -trainer
- József Sir (1912–1996), Leichtathlet
- Georg Solti (1912–1997), Dirigent
- Endre Székely (1912–1989), Komponist
- Vilmos Tátrai (1912–1999), Geiger, Dirigent und Musikpädagoge
- Zoltán Várkonyi (1912–1979), Filmregisseur, Drehbuchautor, Hochschullehrer und Schauspieler

##### 1913
- Robert Capa (1913–1954), US-amerikanischer Fotograf
- Gyula Dávid (1913–1977), Komponist
- Paul Erdős (1913–1996), Mathematiker
- István Hahn (1913–1984), Althistoriker
- Ata Kandó geb. Etelka Görög (1913–2017), niederländische Fotografin
- Tibor Kemény (1913–1992), Fußballspieler und -trainer
- Amrita Sher-Gil (1913–1941), indisch-ungarische Malerin
- Susanne Suba (1913–2012), ungarisch-amerikanische Aquarellmalerin und Illustratorin
- Attila Szekrényessy (1913–1995), Eiskunstläufer
- Sándor Tarics (1913–2016), Architekt und Olympiasieger im Wasserball
- András Tömpe (1913–1971), Diplomat und Offizier der Volksrepublik Ungarn

##### 1914
- Sári Barabás (1914–2012), Opern- und Operettensängerin
- Annie Fischer (1914–1995), Pianistin
- Ferenc Fricsay (1914–1963), Dirigent
- Gedeon Ladányi (1914–1990), Eisschnellläufer
- Agi Lamm (1914–1996), argentinisch-ungarische Grafikerin und Illustratorin
- Gabriel Magyar (1914–2011), Cellist und Musikpädagoge
- István Pataki (1914–1944), Widerstandskämpfer und Antifaschist
- Pál Patay (1914–2020), Archäologe und Museumskurator des Ungarischen Nationalmuseums in Budapest
- Nicolas M. Salgo (1914–2005), ungarisch-US-amerikanischer Unternehmer und Botschafter
- Maria Szécsi (1914–1984), Ökonomin
- George Tabori (1914–2007), Theaterautor und Regisseur
- Gyula Trebitsch (1914–2005), Filmproduzent

##### 1915
- Geraldine Apponyi (1915–2002), Königin von Albanien
- Gellért Békés (1915–1999), Benediktiner und Theologe
- Miklos Bodanszky (1915–2007), ungarisch-US-amerikanischer Chemiker
- Ibolya Csák (1915–2006), Hochspringerin
- János Demény (1915–1993), Musikwissenschaftler
- Ferenc Sas (1915–1988), Fußballspieler

##### 1916
- József Breznay (1916–2012), Kunstmaler
- Jenő Fock (1916–2001), kommunistischer Politiker und ehemaliger Ministerpräsident
- Paul Halmos (1916–2006), US-amerikanischer Mathematiker
- László Lindner (1916–2004), Schachspieler
- Gene Mako (1916–2013), US-amerikanischer Tennisspieler und Kunsthändler
- Gábor Rejto (1916–1987), US-amerikanischer Cellist und Musikpädagoge
- Lívia Rév (1916–2018), Pianistin und Klavierlehrerin
- György Rosenkranz (1916–2019), mexikanischer Chemiker und Unternehmer
- Piroska Szekrényessy (1916–1990), Eiskunstläuferin

##### 1917
- György Aczél (1917–1991), Kulturpolitiker
- André Deutsch (1917–2000), britisch-ungarischer Verleger
- Gábor Devecseri (1917–1971), ungarischer Dichter und Übersetzer
- Zoltán Fábri (1917–1994), Regisseur
- Zsa Zsa Gabor (1917–2016), ungarisch-US-amerikanische Schauspielerin
- Vilmos Hernádi (1917–1988), Fußballschiedsrichter
- Dezső Lemhényi (1917–2003), Wasserballspieler
- András Mihály (1917–1993), Komponist
- Ferenc Pataki (1917–1988), Turner
- Béla Rerrich (1917–2005), Fechter
- Nikolaus Rott (1917–2006), ungarisch-US-amerikanischer Aerodynamiker und Professor
- László Szabó (1917–1998), Schachspieler

##### 1918
- Cornell Capa (1918–2008), US-amerikanischer Fotograf
- Lorand Fenyves (1918–2004), kanadischer Geiger und Musikpädagoge
- Ján Kadár (1918–1979), slowakischer Filmregisseur und Drehbuchautor
- Iván Mándy (1918–1995), Schriftsteller
- János György Szilágyi (1918–2016), Klassischer Archäologe und Museumsdirektor
- Károly Szittya (1918–1983), Wasserballspieler
- Kató Szőnyi (1918–1989), Regisseurin
- Ida Tarjáni Tóth (1918–2000), Cimbalomspielerin und Hochschullehrerin
- Edmund de Unger (1918–2011), Kunstsammler

##### 1919
- István Anhalt (1919–2012), ungarischer Komponist und Musikpädagoge
- Imre Breznay (1919–1945), Maler
- Dezső Fábián (1918–1973), Wasserballspieler
- Tibor Flórián (1919–1990), Schachspieler
- Eva Gabor (1919–1995), US-amerikanische Schauspielerin
- Janos Prohaska (1919–1974), ungarisch-US-amerikanischer Schauspieler und Stuntman
- János Rácz (1919–2005), Mathematiker, Lehrer, Autor
- Miklós Riesz (1919–1984), Wirtschaftswissenschaftler
- Tibor Sárai (1919–1995), Komponist
- Béla Sárosi (1919–1993), Fußballspieler
- Imre Zsoldos (1919–1985), Jazz- und Unterhaltungsmusiker

##### 1920
- Melinda Esterházy (1920–2014), österreichisch-ungarische Adelige
- István Fodor (1920–2012), Linguist und Afrikanist
- Michael Földi (1920–2018), Arzt, spezialisiert auf die Behandlung von Lymphödemen
- John Harsanyi (1920–2000), ungarisch-US-amerikanischer Wirtschaftswissenschaftler
- Rudolf Kárpáti (1920–1999), Säbelfechter
- János Percz (1920–2000), Schmuckdesigner, Grafiker und Metallkünstler
- Hédy Schneider (1920–1992), Pianistin
- Thomas Sebeok (1920–2001), US-amerikanischer Semiotiker
- Thomas Szasz (1920–2012), US-amerikanischer Psychiater und Psychoanalytiker

#### 1921 bis 1930

##### 1921
- Géza Anda (1921–1976), ungarisch-schweizerischer Pianist
- Róbert Antal (1921–1995), Wasserballspieler
- Lajos Balthazár (1921–1995), Fechter
- György Cziffra (1921–1994), Pianist
- Tivadar Kardos (1921–1998), Schachkomponist
- Ágnes Keleti (1921–2025), Kunstturnerin
- Imre Kovács (1921–1996), Fußballspieler
- Judith Leiber (1921–2018), Modedesignerin
- Júlia Majláth (1921–1976), Komponistin
- Magda Nyári-Kovács (1921–2005), Fechterin
- János Pilinszky (1921–1981), Dichter und Publizist
- Alfréd Rényi (1921–1970), Mathematiker
- József Romhányi (1921–1983), Drehbuchautor, Librettist und Lyriker
- Madalena Schwartz (1921–1993), jüdische ungarisch-brasilianische Fotografin
- Hannah Szenes (1921–1944), jüdische Widerstandskämpferin

##### 1922
- Eva Bernáthová (1922–2019), tschechische Pianistin und Musikpädagogin
- Ferenc Deák (1922–1998), Fußballspieler
- Árpád Göncz (1922–2015), Schriftsteller, Übersetzer und Politiker; Staatspräsident Ungarns 1990–2000
- Nándor Hidegkuti (1922–2002), Fußballspieler
- Éva Karakas (1922–1995), Schachspielerin, -publizistin und -trainerin
- János Kilián (1922–2016), Eisschnellläufer
- András Kórodi (1922–1986), Dirigent
- Alexander Malachovsky (1922–1989), deutschsprachiger Schauspieler, Hörspielsprecher und -Regisseur
- Ágnes Nemes Nagy (1922–1991), Autorin und Übersetzerin
- Iván Patachich (1922–1993), Komponist und Musiker
- Sándor Rajnai (1922–1994), Diplomat und Offizier der Volksrepublik Ungarn
- Július Schubert (1922–1949), Fußballspieler
- György Szepesi (1922–2018), Sportkommentator und Präsident des ungarischen Fußballverbandes
- Valentine Telegdi (1922–2006), US-amerikanischer Experimental-Physiker
- Endre Tilli (1922–1958), Fechter
- Béla Vég (1922–2004), Politiker
- Tibor Vida (1922–?), Radrennfahrer
- Stephen Wurm (1922–2001), austro-australischer Linguist und Hochschullehrer
- Dénes Zsigmondy (1922–2014), Geiger

##### 1923
- Raoul Bott (1923–2005), Mathematiker
- Milo Dor (1923–2005), österreichischer Schriftsteller und Filmproduzent
- Yona Friedman (1923–2019), französischer Architekt und Stadtplaner
- Rezső Nyers (1923–2018), Politiker
- Kornél Pajor (1923–2016), Eisschnellläufer; Weltmeister
- Ferenc Szusza (1923–2006), Fußballspieler
- László Vajda (1923–2010), deutsch-ungarischer Ethnologe
- Mária Vermes (1923–2018), Violinistin

##### 1924
- János D. Aczél (1924–2020), kanadisch-ungarischer Mathematiker
- João Bethencourt (1924–2006), brasilianisch-ungarischer Komponist
- Ákos Császár (1924–2017), Mathematiker
- László Fuchs (* 1924), ungarisch-US-amerikanischer Mathematiker, Hochschullehrer
- Erzsébet Gulyás-Köteles (1924–2019), Turnerin
- Lajos Kada (1924–2001), römisch-katholischer Erzbischof und vatikanischer Diplomat
- Ephraim Kishon (1924–2005), israelischer Satiriker, Journalist und Regisseur
- John Lukacs  (1924–2019), US-amerikanischer Historiker
- Robert Austin Markus (1924–2010), Patristiker
- Vera Molnár (1924–2023), ungarisch-französische Medienkünstlerin
- Charles Reiner (1924–2004), kanadischer Pianist und Musikpädagoge
- János Starker (1924–2013), ungarisch-US-amerikanischer Cellist
- Erzsébet Szőnyi (1924–2019), Musikpädagogin und Komponistin
- George Tscherny (1924–2023), Designer und Typograf
- József Zakariás (1924–1971), Fußballspieler

##### 1925
- József Bozsik (1925–1978), Fußballspieler
- János Kamara (1925–2000), Offizier der Volksrepublik Ungarn
- Eva Klein (1925–2025), schwedisch-ungarische Medizinerin und Krebsforscherin
- Georg Klein (1925–2016), schwedisch-ungarischer Onkologe, Zellbiologe und Hochschullehrer
- Tihamér Koncz (1925–1997), Bauingenieur
- Aristid Lindenmayer (1925–1989), Biologe
- Ilona Novák (1925–2019), Schwimmerin
- Paul von Soos (1925–2019), deutscher Bauingenieur für Geotechnik
- Paul von Soos (1925–2019), deutscher Bauingenieur

##### 1926
- István Dósai (1926–1991), Generaldirektor der ungarischen Filmhandelsgesellschaft Hungarofilm und Direktor des Collegium Hungarikum in Rom
- Tomás Gonda (1926–1988), Grafikdesigner, Illustrator und Fotograf
- János Gosztonyi (1926–2014), Schauspieler, Regisseur und Dramatiker
- Mickey Hargitay (1926–2006), Schauspieler
- Andrea Kékesy (1926–2024), Eiskunstläuferin
- Zoltán Kelemen (1926–1979), Bassbariton
- John G. Kemeny (1926–1992), Mathematiker
- Ede Király (1926–2009), Eiskunstläufer
- Peter Lax (1926–2025), Mathematiker
- Carl Melles (1926–2004), österreichischer Dirigent
- László Papp (1926–2003), Boxer
- Maria Radnoti-Alföldi (1926–2022), deutsch-ungarische Archäologin und Numismatikerin
- János Rózsás (1926–2012), Schriftsteller
- Elemér Szathmáry (1926–1971), Schwimmer
- Mihály Tóth (1926–1990), Fußballspieler
- Harald Zimmermann (1926–2020), Historiker

##### 1927
- Andreas Dückstein (1927–2024), österreichischer Schachspieler
- Géza Ekecs (1927–2017), Journalist und Radioreporter
- Edith Gabry (1927–2012), Sopranistin
- Eva Haldimann (1927–2019), Schweizer Literaturkritikerin, Übersetzerin und Autorin
- Marta Hidy (1927–2010), kanadische Geigerin, Dirigentin und Musikpädagogin
- László Kubala (1927–2002), Fußballspieler
- Ambrus Nagy (1927–1991), Fechter
- George A. Olah (1927–2017), US-amerikanischer Chemiker
- Ferenc Puskás (1927–2006), Fußballspieler und -trainer
- Éva Ruttkai (1927–1986), Schauspielerin
- Gabrielle Sed-Rajna (1927–2008), französische Kunsthistorikerin
- Éva Székely (1927–2020), Schwimmerin
- Josef Szijj (1927–2010), deutscher Biologe und Hochschullehrer

##### 1928
- Béla Balassa (1928–1991), ungarisch-US-amerikanischer Wirtschaftswissenschaftler
- Bálint Balla (1928–2018), deutsch-ungarischer Soziologe
- Béla Bartusek (* 1928), Radrennfahrer und Trainer
- Lazlo Belady (1928–2021), ungarisch-US-amerikanischer Informatiker
- László Budai (1928–1983), Fußballspieler und -trainer
- Attila Keresztes (1928–2002), Fechter
- János Kornai (1928–2021), Wirtschaftswissenschaftler
- Erzsi Kovács (1928–2014), Sängerin
- Mihály Lantos (1928–1989), Fußballspieler
- Tom Lantos (1928–2008), US-amerikanischer Politiker
- Kamilló Lendvay (1928–2016), Komponist, Dirigent und Musikpädagoge
- Ludwig Pflum (1928–2005), deutscher Fußballspieler
- Susan Taubes (1928–1969), US-amerikanische Religionswissenschaftlerin, Kulturwissenschaftlerin und Schriftstellerin
- Erzsébet Tusa (1928–2017), Pianistin
- Géza Varasdi (1928–2022), Leichtathlet
- György Vízvári (1928–2004), Wasserballspieler
- János Zlinszky (1928–2015), Rechtswissenschaftler und -historiker

##### 1929
- Ferenc Aszódy (1929–2005), Trompeter
- János M. Bak (1929–2020), Historiker
- Gábor Görgey (1929–2022), Dramatiker, Schriftsteller und Übersetzer
- Ágnes Heller (1929–2019), Philosophin
- Imre Kertész (1929–2016), Schriftsteller und Literatur-Nobelpreisträger
- István Kertész (1929–1973), Dirigent
- Sándor Kocsis (1929–1979), Fußballspieler
- Andor Kovács (1929–1989), Jazzmusiker
- Gyula Kovács (1929–1992), Jazzmusiker
- Paul Lendvai (* 1929), österreichischer Journalist
- Ferenc Mohácsi (1929–2025), Kanute
- Péter Palotás (1929–1967), Fußballspieler
- Thomas Pekáry (1929–2010), deutscher Althistoriker
- István Rózsavölgyi (1929–2012), Mittelstreckenläufer
- Peter Szondi (1929–1971), Literaturwissenschaftler
- György Tumpek (1929–2022), Schwimmer
- Gábor Vida (1929–2022), Eiskunstläufer
- Béla Weissmahr (1929–2005), Jesuit und Philosoph

##### 1930
- Heinrich Arnold (1930–2020), deutscher Kristallograph
- Christine Arnothy (1930–2015), französisch-ungarische Schriftstellerin
- André Haynal (1930–2019), Schweizer Psychiater, Psychoanalytiker und Autor
- Károly Honfi (1930–1996), Schachspieler
- Rudolf Kálmán (1930–2016), US-amerikanischer Mathematiker
- Ildikó Kővári (1930–2022), Skirennläuferin
- Ivan Istvan Mueller (1930–2023), US-amerikanischer Geodät und Hochschullehrer
- Éva Novák (1930–2005), Schwimmerin
- Alexander Pflum (1930–2012), deutscher Fußballspieler und Kommunalpolitiker
- Árpád Pusztai (1930–2021), britisch-ungarischer Biochemiker
- George Soros (* 1930), US-amerikanischer Investmentbanker und Philanthrop
- Vera T. Sós (1930–2023), Mathematikerin

#### 1931 bis 1940

##### 1931
- Moshe Atzmon (* 1931), israelischer Dirigent
- Árpád Bárány (* 1931), Fechter
- Agnes Denes (* 1931), US-amerikanische Künstlerin
- István Eörsi (1931–2005), Autor, Übersetzer und politischer Essayist
- Géza Gulyás (1931–2014), Fußballtorwart
- Kornélia Ihász (1931–2022), Eisschnellläuferin und Radsportlerin
- Sándor Károlyi (1931–2022), ungarisch-deutscher Geiger, Konzertmeister und Hochschullehrer
- Zoltán Latinovits (1931–1976), Bühnen- und Filmschauspieler
- Miklós Martin (1931–2019), Wasserballspieler
- Márta Mészáros (* 1931), Filmregisseurin
- Julius Matthew Emil Moravcsik (1931–2009), US-amerikanischer Philosoph und Philosophiehistoriker
- Ivan Nagel (1931–2012), deutsch-ungarischer Theaterwissenschaftler und -intendant
- Balázs Németh (1931–2018), österreichischer evangelisch-reformierter Pfarrer, Publizist und Friedensaktivist
- János Sebestyén (1931–2012), Organist, Cembalist und Musikpädagoge
- Lajos Szabó (1931–2015), Radrennfahrer und Trainer
- Thomas Ungar (* 1931), österreichischer Dirigent und Musikpädagoge
- Pál Várhidi (1931–2015), Fußballspieler und -trainer
- Péter Várkonyi (1931–2008), Journalist und Politiker

##### 1932
- József Antall (1932–1993), Gymnasiallehrer, Bibliothekar, Museologe und Politiker
- Márton Bencze (* 1932), Radrennfahrer
- István Bilek (1932–2010), Schachspieler und Schachpublizist
- Antal Bolvári (1932–2019), Wasserballspieler
- Imre Csizmadia (1932–2022), Chemiker
- Ferenc Czvikovszky (1932–2021), Fechter
- Jenő Dalnoki (1932–2006), Fußballspieler
- Gábor Delneky (1932–2008), Fechter
- Pál Gábor (1932–1987), Filmregisseur
- Tamás Gábor (1932–2007), Fechter
- Gyula Horn (1932–2013), Politiker
- István Kausz (1932–2020), Fechter
- Ákos Kertész (1932–2022), Schriftsteller, Dramaturg und Drehbuchautor
- István Koloss (1932–2010), Organist und Komponist
- Ervin László (* 1932), Wissenschaftsphilosoph, Systemtheoretiker und Autor
- Ferenc Lőrincz (* 1932), Eisschnellläufer
- Andor Losonczy (1932–2018), österreichisch-ungarischer Komponist und Pianist
- János Parti (1932–1998), Kanute
- László Sárosi (1932–2016), Fußballspieler und -trainer
- Tihamér Simon (* 1932), Offizier der Volksrepublik Ungarn
- Ferenc Sipos (1932–1997), Fußballspieler und -trainer
- Eva Szepesi (* 1932), Holocaust-Überlebende
- Ernst Uhl (1932–2022), deutscher evangelischer Theologe
- Imre Vágyóczky (1932–2023), Kanute

##### 1933
- György Bakcsi (1933–2019), Schachkomponist
- Mihály Csikós (* 1933), Radrennfahrer
- György Czakó (1933–2023), Eiskunstläufer
- János Flesch (1933–1983), Schachspieler
- Georg Gyarmathy (1933–2009), schweizerisch-ungarischer Maschinenbauingenieur und Hochschullehrer
- Alexandre Hollan (* 1933), französisch-ungarischer Maler und Zeichner
- Károlyné Honfi (1933–2010), Schachspielerin und Chemieingenieurin
- Roch Kereszty (1933–2022), ungarisch-US-amerikanischer Mönch und Theologe
- István Láng (1933–2023), Komponist
- Mihály Mayer (1933–2000), Wasserballspieler und -trainer
- John Neubauer (1933–2015), US-amerikanischer Literaturwissenschaftler
- Tibor Süle (* 1933), ungarisch-deutscher Osteuropahistoriker, Bibliothekar und Hochschullehrer
- George Whyte (1933–2012), britischer Schriftsteller, Komponist und Dramatiker

##### 1934
- Andrea Bodó (1934–2022), Turnerin
- Miki Dora (1934–2002), Surfer
- Dezső Garas (1934–2011), Schauspieler
- Sylvia Geszty (1934–2018), deutsch-ungarische Opernsängerin
- Stefan Hastenrath (* 1934), deutscher Meteorologe und Klimatologe
- András Horn (1934–2021), ungarisch-schweizerischer Literaturwissenschaftler
- József Marosi (* 1934), Fechter
- Gábor Novák (1934–2021), Kanute
- Ferenc Rados (1934–2025), Pianist und Hochschullehrer
- Ferenc Stámusz (1934–2022), Radrennfahrer

##### 1935
- Géza Alföldy (1935–2011), Althistoriker
- Miklós Boskovits (1935–2011), Kunsthistoriker
- Jozsef Burjan (1935–2017), Fußballspieler und -trainer
- Zoltán Dömötör (1935–2019), Wasserballspieler und Schwimmer
- Győző Forintos (1935–2018), Schachspieler
- Peter Frankl (* 1935), britischer Pianist
- János Fürst (1935–2007), Dirigent
- György Kara (1935–2022), Mongolist und Turkologe
- Maria Kecskési (1935–2019), Ethnologin
- Alíz Kertész (* 1935), Turnerin
- Imre Makovecz (1935–2011), Architekt
- Albin Molnár (1935–2022), Segler
- Peter Sasdy (* 1935), Filmregisseur und Fernsehproduzent
- Agnes Simon (1935–2020), Tischtennisspielerin
- János Söre (1935–2023), Radrennfahrer
- Katalin Szőke (1935–2017), Schwimmerin
- Lajos Tichy (1935–1999), Fußballspieler und -trainer
- Mihály Vajda (1935–2023), Philosoph und Germanist
- Ervin Zádor (1935–2012), Wasserballspieler und Schwimmtrainer

##### 1936
- Peter Alafi (1936–2012), Jockey
- Richárd Bicskey (1936–2020), Radrennfahrer
- Karol Divín (1936–2022), slowakischer Eiskunstläufer
- Lídia Dömölky-Sákovics (* 1936), Fechterin
- Iván Eröd (1936–2019), österreichischer Komponist, Pianist und Universitätslehrer
- Mihály Fülöp (1936–2006), Fechter
- Pál Gömöry (1936–2021), Regattasegler
- Andrew Grove (1936–2016), Mitbegründer der Firma Intel
- Géza Hofi (1936–2002), Schauspieler und Humorist
- Ervin Lázár (1936–2006), Schriftsteller und Geschichtenerzähler
- Paula Marosi (1936–2022), Fechterin
- Lívia Mossóczy (1936–2017), Tischtennisspielerin
- Ferenc Pallagi (* 1936), Offizier der Volksrepublik Ungarn
- György Pauk (1936–2024), Violinist
- Edit Rácz (* 1936), Bildhauerin und Medailleurin
- Stephen Raskovy (1936–2021), australischer Ringer
- Eligius Tamás Schmidt (1936–2016), Mathematiker, Hochschullehrer
- Ferenc Strényi (* 1936), Offizier der Volksrepublik Ungarn
- Gábor Szabó (1936–1982), Jazzgitarrist
- Istvàn Zelenka (1936–2022), Komponist

##### 1937
- Joel Berger (* 1937), Landesrabbiner des Rabbinats Württemberg und Hochschullehrer
- Balázs Berkes (* 1937), Kontrabassist
- Victor Burghardt (* 1937), Schweizer Jazz- und Unterhaltungsmusiker
- Antal Festetics (* 1937), österreichischer Zoologe
- György Ivánkai (* 1937), Eisschnellläufer
- Peter Kenez (* 1937), ungarisch-US-amerikanischer Historiker
- Ulrich Köhler (1937–2016), deutscher Ethnologe und Altamerikanist
- Kálmán Kovári (* 1937), Bauingenieur
- Vilmos Krén (* 1937), deutscher Landschaftsarchitekt
- Peter Medak (* 1937), Regisseur
- Zoltán Peskó (1937–2020), Dirigent
- Zsolt Pethő (1937–2016), Komponist
- Giorgio Pressburger (1937–2017), italienischer Theaterregisseur und Autor
- János Rózsa (* 1937), Filmregisseur, Filmeditor, Drehbuchautor und Filmproduzent

##### 1938
- Péter Bakonyi (* 1938), Fechter
- Gabor Benedek (1938–2019), deutsch-ungarischer Architekt und Karikaturist
- Sándor Eckschmiedt (1938–2023), Hammerwerfer
- József Gerlach (1938–2021), Wasserspringer
- Peter Kassovitz (* 1938), französischer Filmregisseur, Drehbuchautor und Schauspieler
- András Katona (* 1938), Wasserballspieler
- Henrik Kreutz (* 1938), Sozialanthropologe, Soziologe und Hochschullehrer
- Péter Pázmándy (1938–2012), Schweizer Fußballspieler und -trainer
- Paul Pesthy (1938–2008), Pentathlet und Fechter
- István Szabó (* 1938), Filmregisseur
- Dezső Tandori (1938–2019), Schriftsteller, Philologe, Dichter, Übersetzer und Zeichner
- Gyula Török (1938–2014), Boxer
- Tommy Vig (* 1938), Schlagzeuger, Vibraphonist und Komponist

##### 1939
- Szabolcs Esztényi (1939–2024), polnischer Komponist, Pianist, Klavierimprovisator und Musikpädagoge
- József Gémes (1939–2013), Animator, Filmregisseur und Drehbuchautor
- Jolán Kleiber-Kontsek (1939–2022), Leichtathletin
- Lajos Koutny (1939–2022), Eishockeyspieler
- László Kovács (* 1939), Politiker
- Péter Kovács (* 1939), Kunsthistoriker
- István Kozma (1939–1970), Ringer
- Alex Orban (1939–2021), US-amerikanischer Fechter
- Aladár Pege (1939–2006), Kontrabassist
- Andy Petery (* 1939), US-amerikanischer Autorennfahrer
- Róbert Récsey (* 1939), Offizier der Volksrepublik Ungarn
- György Schöpflin (1939–2021), Autor, Politologe und Politiker
- Carl Schultz (* 1939), australisch-ungarischer Regisseur und Drehbuchautor
- György Szabados (1939–2011), Jazz- und Improvisationsmusiker
- András Szente (1939–2012), Kanute
- Carl Vezerfi-Clemm (1939–2012), deutscher Bildhauer, Medailleur und Münzgestalter

##### 1940
- Sándor Benkó (1940–2015), Jazzmusiker
- Peter Ghyczy (1940–2022), deutscher Designer
- Ronald Grossarth-Maticek (* 1940), deutscher Medizinsoziologe und Buchautor
- Henrik Kalocsai (1940–2012), Leichtathlet
- Győző Kulcsár (1940–2018), Degenfechter
- Tibor Lendvai (1940–2023), Radrennfahrer
- Miklós Meszéna (1940–1995), Fechter
- Mária Róka (1940–2021), Kanutin
- György Rózsahegyi (1940–2010), Karikaturist und Maler
- Péter Rusorán (1940–2012), Wasserballspieler
- Éva Schmitt (* 1940), Badmintonspielerin
- Endre Szemerédi (* 1940), Mathematiker
- Thomas A. Szlezák (1940–2023), Ordinarius für Griechische Philologie und Direktor des Platon-Archivs der Eberhard Karls Universität Tübingen

#### 1941 bis 1950

##### 1941
- Béla Balás (* 1941), römisch-katholischer Geistlicher, emeritierter Bischof von Kaposvár
- Katalin Benkő (1941–2023), Kanutin
- Csilla Freifrau von Boeselager (1941–1994), Mitbegründerin des ungarischen Malteser-Caritas-Dienstes
- Lajos Dudas (* 1941), Jazz-Klarinettist
- László Felkai (1941–2014), Wasserballspieler
- Mária Geszler Garzuly (* 1941), Keramikerin
- Marcell Jankovics (1941–2021), Animator und Filmregisseur
- János Konrád (1941–2014), Wasserballspieler
- Csaba Meleghegyi (1941–2004), Schachspieler
- Kálmán Mészöly (1941–2022), Fußballspieler und -trainer
- Edina Pop (eigtl. Marika Késmárky) (* 1941), deutsche Schlagersängerin
- Imre Szöllősi (1941–2022), Kanute
- László Török (1941–2020), Archäologe
- Emese Zavory (1941–2021), Bildhauerin
- Helga Zöllner (1941–1983), Eiskunstläuferin

##### 1942
- István Aranyos (1942–2022), Turner
- Éva Balázs (1942–1992), Skilangläuferin, Orientierungsläuferin und Sportlehrerin
- Ulrich Bubenheimer (* 1942), Kirchenhistoriker
- István Bujtor (1942–2009), Schauspieler
- Béla Ernyey (* 1942), Schauspieler und Musicalsänger
- Pete Gogolak (* 1942), ungarisch-US-amerikanischer Footballspieler
- Ferenc Gyurcsek (1942–2023), Bildhauer und Restaurator
- Géza Hajós (1942–2019), österreichischer Kunst- und Gartenhistoriker
- Julia Hamari (* 1942), Lied-, Oratorien- und Opernsängerin
- László Hammerl (1942–2024), Sportschütze
- Balázs Horváth (1942–2006), Jurist und Politiker
- Cornelia Isler-Kerényi (* 1942), Archäologin
- János Kalmár (* 1942), Fechter
- Péter Medgyessy (* 1942), Politiker; Ministerpräsident Ungarns 2002–2004
- Péter Nádas (* 1942), Schriftsteller
- Gregory Nagy (* 1942), Altphilologe
- Zoltán Nemere (1942–2001), Fechter
- Pál Schmitt (* 1942), Fechter, Diplomat und Politiker; ungarischer Präsident 2010–12
- Roland Wittmann (1942–2019), deutscher Jurist und Professor für Bürgerliches Recht, Rechtsphilosophie und Europäische Rechtsgeschichte

##### 1943
- Béla Bollobás (* 1943), britisch-ungarischer Mathematiker
- Ágota Bujdosó (1943–2025), Handballspielerin
- Tamás Cseh (1943–2009), Liedermacher, Sänger und Schauspieler
- József Csikány (* 1943), Schwimmer
- Csaba Czakó (1943–2023), Ruderer
- György Dalos (* 1943), Schriftsteller und Historiker
- Anna Gaël (1943–2022), Schauspielerin und Kriegsjournalistin
- János Ginsztler (1943–2019), Ingenieurwissenschaftler
- Tamás Kovács (* 1943), Fechter
- Béla Szakcsi Lakatos (1943–2022), Jazzmusiker
- Kosta Lukács (1943–1993), Jazzmusiker
- Csilla Madarász-Dobay (1943–2021), Schwimmerin
- Éva Marton (* 1943), Opernsängerin
- László Marton (1943–2019), Theaterintendant und -regisseur
- György Martos (* 1943), Eisschnellläufer
- Mariann Moór (* 1943), Schauspielerin
- György Petri (1943–2000), Schriftsteller
- Dezső Polaneczki (* 1943), Radrennfahrer
- Gabriella Schubert (* 1943), Slawistin
- Béla Szakcsi Lakatos (1943–2022), Pianist und Komponist
- Béla Ternovszky (* 1943), Trickfilmanimator und -regisseur

##### 1944
- András Adorján (* 1944), Flötist
- Bertalan Bicskei (1944–2011), Fußballspieler und -trainer
- Imre Kőszegi (* 1944), Jazzschlagzeuger
- John Komlos (* 1944), ungarisch-US-amerikanischer Wirtschaftshistoriker
- Gabor Maté (* 1944), kanadischer Mediziner und Autor
- Sarolta Monspart (1944–2021), Marathon- und Orientierungsläuferin
- Ernő Rubik (* 1944), Bildhauer, Architekt und Designer (u. a. Rubik’s Cube, der „Zauberwürfel“)
- Stephan Rudas (1944–2010), österreichischer Psychiater und Neurologe
- Catherine Schell (* 1944), britische Schauspielerin
- Andrew G. Vajna (1944–2019), Filmproduzent

##### 1945
- Ildikó Bóbis (* 1945), Fechterin
- Kati Bus (1945–2009), Schauspielerin
- Theodora Hantos (* 1945), Professorin und Rektorin der Universität Siegen
- Stevan Harnad (* 1945), Kognitionswissenschaftler
- Robert Hochner (1945–2001), österreichischer Journalist und Fernsehmoderator
- István Horkay (* 1945), Künstler
- Vilmos Jávori (1945–2007), Jazzmusiker
- Ferenc Konrád (1945–2015), Wasserballspieler
- Mihály Martos (* 1945), Eisschnellläufer
- Zsuzsa Pálos (* 1945), Schauspielerin und Synchronsprecherin
- Endre Tihanyi (1945–2022), Turner
- Annamária Tóth (1945–2023), Leichtathletin

##### 1946
- Mária T. Bíró (* 1946), Archäologin
- Tibor Debreceni (1946–2023), Radrennfahrer
- Márta Fábián (* 1946), Cimbalomspielerin
- Iván Faragó (1946–2022), Schachspieler
- Zsuzsanna Gahse (* 1946), deutsche Schriftstellerin
- András Haán (1946–2021), Basketballspieler, Segler und Herzchirurg
- Ágnes Hamvas (* 1946), Bogenschützin
- Lajos Koltai (* 1946), Kameramann und Filmregisseur
- Angéla Németh (1946–2014), Leichtathletin
- Ferenc Rófusz (* 1946), Animator
- László Sárosi (* 1946), Wasserballspieler
- Jozsef Szekhelyi (1946–2018), Schauspieler, Synchronsprecher und Autor
- Rudolf Tomsits (1946–2003), Jazzmusiker und Hochschullehrer

##### 1947
- Dániel Benkő (1947–2019), Lautenist, Gitarrist und Hochschullehrer
- Sándor Erdős (* 1947), Fechter
- László Fazekas (* 1947), Fußballspieler und -trainer
- Tamas Gombosi (* 1947), ungarisch-US-amerikanischer theoretischer Physiker und Weltraumwissenschaftler
- Nick Greiner (* 1947), australischer Politiker
- Antal Hetényi (1947–2023), Judoka
- Katalin Horányi (* 1947), Schriftstellerin und Psychologin
- Erwin Javor (* 1947), österreichischer Unternehmer und Publizist
- András Kovács (* 1947), Soziologe und Historiker
- Tibor Magyar (* 1947), Radrennfahrer
- József Peterman (* 1947), Radrennfahrer
- Imre Sallay (* 1947), Kapellmeister und Chordirektor
- János Steinmetz (1947–2007), Wasserballspieler
- Mária Szolnoki (* 1947), Fechterin
- Sarolta Zalatnay (* 1947), Sängerin, Schauspielerin und Schriftstellerin

##### 1948
- Péter Andorai (1948–2020), Schauspieler
- László Bálint (* 1948), Fußballspieler und -trainer
- Livia Breznay (* 1948), Zeichnerin, Malerin, Illustratorin, Grafikerin und Kunstlehrerin
- János Drapál (1948–1985), Motorradrennfahrer
- Tibor Frank (1948–2022), Historiker
- Péter Gárdos (* 1948), Dokumentarfilmer und Romanautor
- Pál Gerevich (* 1948), Fechter
- István Krenner (* 1948), Grafiker, Karikaturist und Illustrator
- László Lovász (* 1948), Mathematiker
- Loránd Milassin (1948–2021), Leichtathlet
- István Sándorfi (1948–2007), Maler des Hyperrealismus
- Charles Simonyi (* 1948), Informatiker
- István Szívós junior (1948–2019), Wasserballspieler
- Wanda Szyksznian (* 1948), Grafikerin
- Tamás Wichmann (1948–2020), Kanute

##### 1949
- Gyula Babos (1949–2018), Jazzgitarrist
- László Branikovits (1949–2020), Fußballspieler
- Zsuzsa Csákány (* 1949), Filmeditorin
- Ádám Fischer (* 1949), Dirigent
- George Friedman (* 1949), US-amerikanischer Politologe und Publizist
- Ágnes Hegedűs (* 1949), Orientierungsläuferin
- Tibor Kalman (1949–1999), Grafikdesigner
- Istvan Kantor (* 1949), Künstler, Musiker
- Robert Lantos (* 1949), Filmproduzent
- István Major (1949–2014), Leichtathlet
- László Mester de Parajd (* 1949), Architekt
- István Osztrics (* 1949), Fechter
- László Rajk (1949–2019), Architekt und Politiker
- Tommy Ramone, eig. Tamás Erdélyi (1949–2014), US-amerikanischer Musiker; Schlagzeuger der Ramones
- Zsuzsa Verőci (* 1949), Schachmeisterin

##### 1950
- András Adorján (1950–2023), Schachspieler
- Zsuzsa Almássy (* 1950), Eiskunstläuferin
- Gábor Csapó (1950–2022), Wasserballspieler
- Péter Esterházy (1950–2016), Schriftsteller
- Ágnes Hankiss (1950–2021), Schriftstellerin, Politikerin Psychologin und Direktorin des Béla-Hamvas-Forschungsinstituts
- Katalin Hollósy (* 1950), Kanutin
- László Hortobágyi (* 1950), Weltmusiker
- Gábor Klaniczay (* 1950), Historiker
- Josephine Kratelli (* 1950), Sängerin
- George Légrády (* 1950), ungarisch-kanadischer bildender Künstler und Professor für Fotografie und Medienkunst
- Péter Lukács (* 1950), Schachmeister
- Miklós Vámos (* 1950), Schriftsteller und Dramaturg

#### 1951 bis 1960

##### 1951
- Eva Bayer-Fluckiger (* 1951), Mathematikerin
- Iván Fischer (* 1951), Dirigent
- Imre Gedővári (1951–2014), Fechter
- Dániel Gróh (* 1951), Prähistoriker und Provinzialrömischer Archäologe
- Gábor Csupó (* 1952), Animator, Schriftsteller, Regisseur und Musikproduzent
- Judit Magos (1951–2018), Tischtennisspielerin
- Magda Maros (* 1951), Fechterin
- Zsuzsa Nagy (* 1951), Turnerin
- Jenő Pap (* 1951), Fechter
- Dezső Ránki (* 1951), Pianist
- Gyula Sax (1951–2014), Schachmeister
- János Sipos (1951–2012), Radrennfahrer
- Ilona Staller (* 1951), italienisch-ungarische Pornodarstellerin (Cicciolina) und Politikerin
- Sándor Szabó (1951–2021), Schwimmer
- Ágnes Szakály (* 1951), Cimbalomspielerin
- György Szuromi (* 1951), Radrennfahrer
- Ágnes Torma (* 1951), Volleyballspielerin

##### 1952
- András Busi (* 1952), Radrennfahrer
- Gábor Demszky (* 1952), Politiker
- Péter Erdő (* 1952), Erzbischof von Esztergom-Budapest und Primas von Ungarn
- József Farkas (* 1952), Ringer
- Zoltán Kocsis (1952–2016), Pianist und Dirigent
- Etelka Kovacs-Koller (1952–2023), ungarisch-deutsche Malerin
- Rudolf Nébald (* 1952), Fechter
- Péter Niedermüller (* 1952), Politiker, MdEP
- Ro.Ka.Wi. (alias Rozália Katalin Vimmer; * 1952), deutsch-ungarische Künstlerin
- Zoltán Székely (* 1952), Fechter
- Erzsébet Wolf, verheiratete Erzsébet Édes (* 1952), Badmintonspielerin
- Paula Zsidi (* 1952), Archäologin und Museologin

##### 1953
- Andreas Bereczky (* 1953), Medienmanager
- György Dörner (* 1953), Schauspieler, Theaterintendant und Kulturpolitiker
- László Foltán (* 1953), Kanute
- Kata Kánya (* 1953), Schauspielerin und Moderatorin
- Ferenc Kocsis (* 1953), Ringer
- Ilona Koutny (* 1953), Linguistin, Esperantistin
- Leslie Mandoki (* 1953), Musiker und Musikproduzent
- László Melis (1953–2018), Geiger und Komponist
- Ferenc Paragi (1953–2016), Leichtathlet
- Zoltan Paul (1953–2022), Schauspieler, Regisseur und Musiker
- József Pintér (* 1953), Schachspieler
- Klára Rajnai (* 1953), Kanutin
- András Sallay (* 1953), Eiskunstläufer
- András Schiff (* 1953), Pianist und Dirigent
- Gyula Thürmer (* 1953), Politiker
- Christina Viragh (* 1953), Schriftstellerin und Übersetzerin

##### 1954
- Lajos Bokros (* 1954), Politiker
- Klára Breznay (* 1954), Malerin und Restauratorin
- Miklós Csemiczky (* 1954), Komponist und Musikpädagoge
- László Dés (* 1954), Jazzmusiker
- Péter Gáncs (* 1954), lutherischer Bischof
- György Gerendás (* 1954), Wasserballspieler
- László Gőz (* 1954), Posaunist und Musikproduzent
- György Horkai (* 1954), Wasserballspieler
- Márta Kelemen (* 1954), Turnerin
- Dénes Kemény (* 1954), Wasserballspieler
- György Kurtág Jr. (* 1954), Komponist, Synthesizerspieler
- Erzsébet Pongrátzné Vasvári (1954–2022), Sportschützin
- Attila Sudár (* 1954), Wasserballspieler
- János Takács (* 1954), Tischtennisspieler
- Tibor Takács (* 1954), Filmregisseur
- Balázs Taróczy (* 1954), Tennisspieler
- Dorottya Udvaros (* 1954), Theater- und Filmschauspielerin

##### 1955
- Éva Angyal (* 1955), Handballspielerin und -trainerin
- George Barany (* 1955), US-amerikanischer Chemiker
- Tibor Bodnár (1955–2022), Sportschütze
- Mihály Dresch (* 1955), Jazzsaxophonist
- Zsuzsa Elekes (* 1955), Organistin
- Ildikó Enyedi (* 1955), Filmregisseurin
- István Magyar (* 1955), Fußballspieler
- Andrea Mátay (* 1955), Hochspringerin
- Krisztina Regőczy (* 1955), Eiskunstläuferin
- Zsigmond Sarkadi Nagy (* 1955), Radrennfahrer
- Péter Székely (1955–2003), Schach-Großmeister, Schachtrainer und Schachjournalist
- Can Togay (* 1955), Drehbuchautor, Filmregisseur und Schauspieler
- Károly Varga (* 1955), Sportschütze

##### 1956
- Pál Békés (1956–2010), Schriftsteller
- Károly Binder (* 1956), Pianist und Komponist
- Gábor Breznay (1956–2022), Maler
- László Gárdonyi (* 1956), Jazzmusiker
- György Kenéz (* 1956), Wasserballspieler
- Judit Kovács (* 1956), Bogenschützin
- László Morcz (* 1956), Radrennfahrer
- György Nébald (* 1956), Fechter
- Tibor Szanyi (* 1956), Politiker
- László Trócsányi (* 1956), Politiker und Diplomat

##### 1957
- Iván Bächer (1957–2013), Schriftsteller und Journalist
- Béla Blum (1891–1957), Ruderer
- Mária Breznay (* 1957), Malerin, Installationskünstlerin, Glasmalerin und Freskantin, Kunstlehrerin, Autorin und Regisseurin für Fernseh-Beiträge zur Kunstgeschichte sowie Fotografin und Videokünstlerin
- Joseph Kelemen (* 1957), Organist und Kirchenmusiker
- László Kuncz (1957–2020), Wasserballspieler
- Ottó Merkl (1957–2021), Entomologe, Museologe und Schriftsteller
- Norbert Növényi (* 1957), Ringer
- János Szabó (1957–2025), Motorradrennfahrer
- Éva Tardos (* 1957), Mathematikerin und Informatikerin
- Pál Vasvári (1957–2016), Jazz-Bassist, Komponist und Musikproduzent

##### 1958
- István Bubik (1958–2004), Schauspieler
- István Kiss (* 1958), Wasserballspieler
- János Szász (* 1958), Film- und Theaterregisseur
- Klára Ungár (* 1958), Politikerin

##### 1959
- László Csongrádi (* 1959), Fechter
- Judit Forgács (* 1959), Sprinterin
- Erika Géczi (* 1959), Kanutin
- Gábor Kállai (1959–2021), Schachspieler
- Eörs Szathmáry (* 1959), Evolutionsbiologe
- Katalin Tuschák (* 1959), Fechterin
- Tamás Waliczky (* 1959), Medienkünstler
- Attila Záhonyi (* 1959), Sportschütze

##### 1960
- Sándor Breznay (* 1960), Grafiker, Mosaikkünstler und Illustrator
- Béla Kovács (* 1960), Politiker
- Ferenc Salbert (* 1960), französisch-ungarischer Stabhochspringer
- István Udvardi (1960–2012), Wasserballspieler

#### 1961 bis 1970

##### 1961
- Imre Bácskai (* 1961), Boxer
- Tamás Erdélyi (* 1961), Mathematiker
- Marianne Sághy (1961–2018), Historikerin
- Balázs Szokolay (* 1961), Pianist

##### 1962
- Péter Abay (* 1962), Fechter
- Pál Breznay (* 1962), Maler, Bildhauer und Mosaikkünstler
- György Hölvényi (* 1962), Politiker
- András Kappanyos (* 1962), Literaturhistoriker und -übersetzer
- Csaba Kesjár (1962–1988), Automobilrennfahrer
- Zsolt Semjén (* 1962), Politiker
- Miklós Spányi (* 1962), Organist und Cembalist
- Zsuzsanna Szőcs (* 1962), Fechterin
- Ildikó Vígh, (* 1962), Badmintonspielerin

##### 1963
- András Breznay (* 1963), Maler und Kunstlehrer
- Lajos Détári (* 1963), Fußballspieler
- Zsuzsanna Jánosi (* 1963), Fechterin

##### 1964
- Attila Egerházi (* 1964), ungarischer Balletttänzer und Choreograph
- Éva Erdős (* 1964), Handballspielerin
- Róbert Gátai (* 1964), Fechter
- Tamás Kieselbach (* 1964), Kunsthistoriker, Kunsthändler, -sammler und Galerist
- Tibor Komáromi (* 1964), Ringer
- Zoltán Kovács (* 1964), Sportschütze
- Miklós Szalai (* 1964), Philosoph und Historiker
- János Székely (* 1964), katholischer Bischof
- Pál Szekeres (* 1964), Fechter
- Gábor Tardos (* 1964), Mathematiker und Informatiker
- Xaver Varnus (* 1964), Organist
- Gábor Winand (1964–2021), Jazzmusiker

##### 1965
- Kristóf Bálint (* 1965), evangelischer Theologe, Generalsuperintendent
- Zoltán Csehi (* 1965), ungarischer Jurist und Hochschullehrer, Richter am Europäischen Gerichtshof
- Zita Gurmai (* 1965), Politikerin
- Diána Igaly (1965–2021), Sportschützin
- Kálmán Kovács (* 1965), Fußballspieler

##### 1966
- Eszter Bálint (* 1966), Sängerin, Violinistin und Schauspielerin
- Tamás Deutsch (* 1966), Politiker, Minister
- János Egri (* 1966), Jazzmusiker
- Zsolt Érsek (* 1966), Fechter
- Emese Hunyady (* 1966), österreichisch-ungarische Eisschnellläuferin
- Sándor Klein (* 1966), Badmintonspieler
- Csaba Köves (* 1966), Fechter
- Zsolt Marton (* 1966), römisch-katholischer Geistlicher, Bischof von Vác
- Zsuzsa Mihalek (* 1966), Szenenbildnerin
- Gergely Péterfy (* 1966), Schriftsteller
- Andrea Temesvári (* 1966), Tennisspielerin
- Tamás Tóth (* 1966), Film- und Bühnenregisseur, Drehbuchautor, Kameramann, Szenograf, Maler und Grafiker

##### 1967
- Tamás Darnyi (* 1967), Schwimmer
- Béla Glattfelder (* 1967), Politiker
- Zoltán Kósz (* 1967), Wasserballspieler
- János Pálúr (* 1967), Organist
- József Salim (1967–2022), Taekwondoin
- Dezső Szabó (* 1967), Zehnkämpfer

##### 1968
- Péter Farkas (* 1968), Ringer
- Péter Glaser (* 1968), Jazzbassist
- Károly Güttler (* 1968), Schwimmer
- Enikő Győri (* 1968), Politikerin
- Mariann Horváth (* 1968), Fechterin
- Georg Jarno (1868–1920), Komponist und Kapellmeister
- Gábor Juhász (* 1968), Jazzgitarrist
- Emil Spányi (* 1968), Jazzmusiker

##### 1969
- Attila Beke (* 1969), Schauspieler
- Tamás Deutsch (* 1969), Schwimmer
- Károly Eisenkrammer (* 1969), Radrennfahrer
- Andreas Heiszenberger (* 1969), deutscher Maler und Musiker
- Beatrix Kökény (* 1969), Handballspielerin
- Ildikó Mincza-Nébald (* 1969), Fechterin
- Gergely Nagy (* 1969), Schriftsteller
- Zsuzsa Polgár (* 1969), Schachspielerin
- Zsolt Sőrés (* 1969), Improvisationsmusiker, Klang-, Performance- und Konzeptkünstler
- Ákos Sziráki (* 1969), Bildhauer, Maler und Objektkünstler
- Krisztián Ungváry (* 1969), Historiker
- András Vasy (* 1969), Mathematiker
- János Volner (* 1969), Politiker (Jobbik)

##### 1970
- Lajos Gyenge (* 1970), Schlagzeuger
- István Kovács (* 1970), Boxer
- Iván Kovács (* 1970), Fechter
- Tímea Nagy (* 1970), Degenfechterin
- Kálmán Oláh (* 1970), Jazzmusiker und Komponist
- Zoltán Varga (* 1970), Schachspieler
- Péter Zilahy (* 1970), Autor und Fotograf

#### 1971 bis 1980

##### 1971
- Friderika Bayer (* 1971), Sängerin
- Zsolt Czingler (* 1971), Dreispringer
- Rózsa Farkas (* 1971), Cimbalomspielerin
- János Gróz (1971–2020), Handball- und Beachhandball-Trainer
- Rita Ináncsi (* 1971), Leichtathletin
- Martina Király (* 1971), Sängerin und Komponistin
- Krisztián Kulcsár (* 1971), Fechter
- Marina Szendey (* 1971), Bogenschützin
- Gábor Wéber (* 1971), Autorennfahrer
- Gabriella Wirth (* 1971), Tischtennisspielerin

##### 1972
- István Beé (* 1972), Kanute
- Kornél Fábry (* 1972), römisch-katholischer Geistlicher, Weihbischof in Esztergom-Budapest
- Benedek Jávor (* 1972), Politiker
- György Kolonics (1972–2008), Kanute
- Tamás Tiefenbach (* 1972), Fußballspieler und -trainer
- Zsolt Varga (* 1972), Wasserballspieler
- Vera Viczián (* 1972), Skilangläufen

##### 1973
- Erika Csomor (* 1973), Langstreckenläuferin, Duathletin und Triathletin
- Kinga Dékány (* 1973), Kanutin
- Ágnes Farkas (* 1973), Handballspielerin und -funktionärin
- Ferenc Horváth (* 1973), Fußballspieler und -trainer
- Tímea Kiss (* 1973), Bogenschützin
- Gábor Mohos (* 1973), römisch-katholischer Geistlicher, Weihbischof in Esztergom-Budapest
- Vilmos Sebők (* 1973), Fußballspieler und -trainer
- Gábor Totola (* 1973), Fechter

##### 1974
- Attila Árvai (* 1974), Radrennfahrer
- Tibor Bédi (* 1974), Hürdenläufer
- Krisztina Egerszegi (* 1974), Schwimmerin
- Zsolt Erdei (* 1974), Boxer
- József Barcza Horváth (* 1974), Jazzmusiker
- Péter Horváth (* 1974), Schwimmer
- János Hrutka (* 1974), Fußballspieler
- Balázs Korányi (* 1974), Mittelstreckenläufer
- István Majoros (* 1974), Ringer
- Tamás Märcz (* 1974), Wasserballspieler
- György Pálfi (* 1974), Filmregisseur
- Zsófia Polgár (* 1974), Schachspielerin
- Szabolcs Sáfár (* 1974), österreichisch-ungarischer Fußballspieler
- Mercédesz Stieber (* 1974), Wasserballspielerin
- Gábor Zavadszky (1974–2006), Fußballspieler

##### 1975
- Marianna Csörnyei (* 1975), Mathematikerin
- Attila Czebe (* 1975), Schach-Großmeister
- Nathalie Dambendzet (* 1975), Volleyballspielerin
- Anita Dark (* 1975), Pornodarstellerin
- Zétény Dombi (* 1975), Sprinter
- Gábor Fabricius (* 1975), Filmregisseur und Drehbuchautor
- Márton Illés (* 1975), Konzertpianist, Komponist und Dirigent
- Krisztián Kecsmár (* 1975), Jurist
- Zsolt Keller (* 1975), Schweizer Historiker
- Gábor Ocskay (1975–2009), Eishockeyspieler
- Andrea Ódor (* 1975), Badmintonspielerin
- Árpád Ritter (* 1975), Ringer
- Klára Trencsényi (* 1975), Kamerafrau und Filmregisseurin
- István Vad, (* 1975), Fußballschiedsrichter
- Tímea Vágvölgyi (* 1975), Erotikdarstellerin

##### 1976
- Kristóf Bacsó (* 1976), Jazzmusiker
- László Bodrogi (* 1976), Radrennfahrer
- Zsanett Égerházi (* 1976), Pornodarstellerin und Unternehmerin
- Samu Gryllus (* 1976), Bassgitarrist, Soundpainter, Komponist und Dirigent
- Péter Halász (* 1976), Dirigent
- Ákos Haller (* 1976), Ruderer
- László Hollósy (* 1976), Volleyballtrainer
- András Horváth (* 1976), Eishockeyspieler
- Katalin Kovács (* 1976), Kanutin
- Krisztián Lisztes (* 1976), Fußballspieler
- Judit Polgár (* 1976), Schachspielerin
- Attila Sávolt (* 1976), Tennisspieler
- Bulcsú Székely (* 1976), Wasserballspieler
- Zoltán Tagscherer (* 1976), Biathlet und Skilangläufer
- Eszter Váczi (* 1976), Sängerin

##### 1977
- Claudia Ferrari (* 1977), Pornodarstellerin
- Orsolya Friedrich (* 1977), Philosophin
- Veronika Geszthy (* 1977), Opern- und Operettensängerin
- Péter Kabát (* 1977), Fußballspieler
- Attila Kilvinger (* 1977), Leichtathlet
- Zsolt Nemcsik (* 1977), Fechter
- Szilvia Szabolcsi (* 1977), Bahnradsportlerin und Eisschnellläuferin
- Csaba Szekeres (* 1977), Radrennfahrer
- Ágnes Vanilla (* 1977), Sängerin
- Réka Varga (* 1977), Richterin
- Attila Zsivóczky (* 1977), Leichtathlet

##### 1978
- József Balázs (* 1978), Jazzmusiker
- István Batházi (* 1978), Schwimmer
- Gergő Borlai (* 1978), Jazz- und Fusionmusiker
- Mandy Bright (* 1978), Pornodarstellerin
- Krisztina Czakó (* 1978), Eiskunstläuferin
- András Dés (* 1978), Jazz- und Improvisationsmusiker
- Rita Faltoyano (* 1978), Pornodarstellerin
- László Garamszegi (* 1978), Radrennfahrer
- Dóra Győrffy (* 1978), Hochspringerin
- András Jakab (* 1978), Rechtswissenschafter und Universitätsprofessor
- Dávid Lamm (* 1978), Jazz- und Fusionmusiker
- Petra Mandula (* 1978), Tennisspielerin
- György Orbán (* 1978), Jazzmusiker
- Anikó Pelle (* 1978), Wasserballspielerin
- Viktor Szilágyi (* 1978), österreichischer Handballspieler
- Julia Taylor (* 1978), Pornodarstellerin

##### 1979
- Gréta Arn (* 1979), Tennisspielerin
- Zsolt Balla (* 1979), Rabbiner, Militärbundesrabbiner der Bundeswehr
- Bálint Bolcsó (* 1979), Musiker, Komponist
- Bálint Karosi (* 1979), Organist und Klarinettist
- Zsolt Lőw (* 1979), Fußballspieler und -trainer
- Andrea Osvárt (* 1979), Schauspielerin

##### 1980
- Lili Gesler (* 1980), Schauspielerin
- Tamás Gröschl (* 1980), Eishockeyspieler
- Gábor Reisz (* 1980), Schauspieler, Regisseur, Drehbuchautor, Kameramann und Filmkomponist
- Bálint Szeghalmi (* 1980), Radrennfahrer
- Kata Tüttő (* 1980), Politikerin
- Olga Wassjukowa (* 1980), russische Synchronschwimmerin
- Kata Wéber (* 1980), Schauspielerin, Drehbuch- und Bühnenautorin

#### 1981 bis 1990

##### 1981
- Cristina Bella (* 1981), Pornodarstellerin
- Ágnes Kovács (* 1981), Schwimmerin
- Péter Magyar (* 1981), Rechtsanwalt und Politiker
- Sophie Moone (* 1981), Fotomodell und Pornodarstellerin
- Enikő Somorjai (* 1981), Balletttänzerin
- Gábor Talmácsi (* 1981), Motorradrennfahrer
- Antal Zalai (* 1981), Geiger
- Szabolcs Zempléni (* 1981), Hornist

##### 1982
- Melinda Czink (* 1982), Tennisspielerin
- Kristóf Deák (* 1982), Filmschaffender
- Veronika Harcsa (* 1982), Jazzsängerin
- Dávid Jancsó (* 1982), Filmeditor
- Gyula Káté (* 1982), Boxer
- Márton Soós (* 1982), Jazzmusiker

##### 1983
- Eve Angel (* 1983), Pornodarstellerin
- Péter Bácsi (* 1983), Ringer
- Zsolt Bedák (* 1983), Boxer
- Niki Belucci (* 1983), House-DJ und ehemalige Pornodarstellerin
- Bálint Gyémánt (* 1983), Jazzmusiker
- Tímea Paksy (* 1983), Kanutin
- Balázs Pándi (* 1983), Schlagzeuger

##### 1984
- Georg Grozer junior (* 1984), deutscher Volleyballspieler
- Péter Kusztor (* 1984), Radrennfahrer
- Marcell Rév (* 1984), Kameramann

##### 1985
- Gergely Antal (* 1985), Schachspieler
- György Balázs (* 1985), Tennisspieler
- Pál Bedák (* 1985), Boxer
- Krisztián Berki (* 1985), Turner
- László Cseh (* 1985), Schwimmer
- Zsófia Keresztes (* 1985), Künstlerin
- Barbara Leibssle-Balogh (* 1985), Handballspielerin
- Viktória Pavuk (* 1985), Eiskunstläuferin
- Szandra Szőke (* 1985), Jazzmusikerin
- Orsolya Takács (* 1985), Wasserballspielerin

##### 1986
- Bernadett Baczkó (* 1986), Judoka
- Zsombor Berecz (* 1986), Segler
- Titanilla Bogdányi (* 1986), Schauspielerin und Synchronsprecherin
- Imre Héra (* 1986), Schachspieler
- Nóra Valovics (* 1986), Handballspielerin

##### 1987
- Csaba Balogh (* 1987), Schach-Großmeister
- Noemi Batki (* 1987), italienische Wasserspringerin
- Naomi Devil (* 1987), Malerin
- Danuta Kozák (* 1987), Kanutin
- Aletta Ocean (* 1987), Pornodarstellerin
- Veronika Schneider (* 1987), Schachspielerin
- Ádám Szalai (* 1987), Fußballspieler
- Szilvia Szeitl (* 1987), Fußballspielerin
- Zita Szucsánszki (* 1987), Handballspielerin
- Zsuzsanna Tomori (* 1987), Handballspielerin
- Bence Vas (* 1987), Jazzmusiker

##### 1988
- Attila Balázs (* 1988), Tennisspieler
- Anna Berecz (* 1988), Skirennfahrerin
- Gábor Bolla (* 1988), Jazzmusiker
- Dénes Boros (* 1988), Schach-Großmeister
- Anita Harag (* 1988), Schriftstellerin
- Zoltán Hetényi (* 1988), Eishockeytorwart
- Máté Lékai (* 1988), Handballspieler
- Krisztián Lovassy (* 1988), Radrennfahrer
- Erika Medveczky (* 1988), Kanutin
- Zoltán Stieber (* 1988), Fußballspieler

##### 1989
- Gábor Dvorschák (* 1989), Fußballspieler
- Dániel Gyurta (* 1989), Schwimmer
- Zsófia Reisinger (* 1989), Wasserspringerin
- Orsolya Várkonyi (* 1989), Fußballspielerin

##### 1990
- Barbara Benkó (* 1990), Radrennfahrerin
- Alexandra Bujdosó (* 1990), deutsche Säbelfechterin
- Eszter Dara (* 1990), Schwimmerin
- Péter Gulácsi (* 1990), Fußballtorwart
- Anikó Gyöngyössy (* 1990), Wasserballspielerin
- Petra Kocsis (* 1990), Fußballspielerin
- Balázs Megyeri (* 1990), Fußballspieler
- Viktoria Orsi Toth (* 1990), italienische Volleyball- und Beachvolleyballspielerin
- Barbara Szabó (* 1990), Leichtathletin
- Áron Szilágyi (* 1990), Säbelfechter

#### 1991 bis 2000

##### 1991
- Norbert Csiki (* 1991), Fußballspieler
- Tibor Galambos (* 1991), Leichtathlet
- Kinga Janurik (* 1991), Handballspielerin
- Rita Keszthelyi (* 1991), Wasserballspielerin
- Eszter Nagy (* 1991), Volleyballspielerin
- Marcell Nagy (* 1991), Kameramann und Filmschauspieler
- Krisztián Simon (* 1991), Fußballspieler
- Anita Vad (* 1991), Fußballschiedsrichterassistentin

##### 1992
- Dániel Angyal (* 1992), Wasserballspieler
- Péter Bernek (* 1992), Schwimmer
- Dzsenifer Marozsán (* 1992), deutsche Fußballspielerin
- Péter Nagy (* 1992), Tennisspieler
- Laura Sárosi (* 1992), Badmintonspielerin
- Márton Vámos (* 1992), Wasserballspieler
- Viktória Wagner-Gyürkés (* 1992), Mittelstrecken- und Hindernisläuferin

##### 1993
- Anasztázia Nguyen (* 1993), Sprinterin und Weitspringerin
- Barbara Palvin (* 1993), Fashionmodel
- Anita Pinczi (* 1993), Fußballspielerin
- András Szatmári (* 1993), Fechter

##### 1994
- Renáta Csiki (* 1994), Handballspielerin
- Rudolf Faluvégi (* 1994), Handballspieler
- Fanni Garát-Gasparics (* 1994), Eishockeyspielerin
- Krisztina Garda (* 1994), Wasserballspielerin
- Anna Illés (* 1994), Wasserballspielerin
- Livia Lang (* 1994), österreichische Synchronschwimmerin
- Csaba Leimeter (* 1994), Handballspieler
- Ádám Vay (* 1994), Eishockeyspieler

##### 1995
- Viktória Győri-Lukács (* 1995), Handballspielerin
- Alexandra Huszák (* 1995), Eishockeyspielerin
- János Pelikán (* 1995), Radrennfahrer
- Richárd Tóth (* 1995), Eishockeyspieler
- Naomi Totka (* 1995), Tennisspielerin

##### 1996
- Márton Dina (* 1996), Radrennfahrer
- Dávid Fekete (* 1996), Handballspieler
- Viktor Filutás (* 1996), Radrennfahrer
- Gábor Hárspataki (* 1996), Karateka
- Tamás Herbály (* 1996), Fußballspieler
- Dóra Leimeter (* 1996), Wasserballspielerin
- Bence Nádas (* 1996), Kanute
- Nikoletta Papp (* 1996), Handballspielerin
- Benjamin Szőllős (* 1996), israelisch-ungarischer Skirennläufer
- István Terbócs (* 1996), Eishockeyspieler

##### 1997
- Mihály Berecz (* 1997), Pianist
- Barbara Győri (* 1997), Handballspielerin
- Krisztián Manhercz (* 1997), Wasserballspieler
- István Péni (* 1997), Sportschütze
- Roland Sallai (* 1997), Fußballspieler
- Laura Szabó (* 1997), Handballspielerin
- Viktória Szabó (* 1997), Fußballspielerin
- Soma Vogel (* 1997), Wasserballspieler

##### 1998
- Alex Németh (* 1998), Handballspieler
- Fanny Stollár (* 1998), Tennisspielerin
- Barnabás Szőllős (* 1998), israelisch-ungarischer Skirennläufer
- Ivett Tóth (* 1998), Eiskunstläuferin
- Máté Valkusz (* 1998), Tennisspieler
- Attila Valter (* 1998), Radrennfahrer

##### 1999
- Tibor Andrásfi (* 1999), Degenfechter
- Mátyás Balogh (* 1999), Bogenschütze
- Petra Bánhidi-Farkas (* 1999), Weitspringerin
- Máté Tamás Koch (* 1999), Degenfechter
- Fábián Marozsán (* 1999), Tennisspieler
- Dávid Nagy (* 1999), Degenfechter
- Anett Németh (* 1999), Volleyballspielerin
- Reka Orsi Toth (* 1999), Beachvolleyballspielerin
- Zsombor Piros (* 1999), Tennisspieler
- Soma Szuhodovszki (* 1999), Fußballspieler
- Ádám Varga (* 1999), Kanute

##### 2000
- Rebeka Benzsay (* 2000), Handballspielerin
- Csenge Braun (* 2000), Handballspielerin
- Erik Fetter (* 2000), Radrennfahrer
- Dorottya Gajdos (* 2000), Handballspielerin
- Alida Dóra Gazsó (* 2000), Kanutin
- Csenge Kuczora (* 2000), Handballspielerin
- Sára Léránt (* 2000), Handballspielerin
- Alda Magyari (* 2000), Wasserballspielerin

#### Geburtsjahr unbekannt
- Ágnes Zsigmondi (um 1954), Sängerin

### 21. Jahrhundert

#### 2001 bis 2010
- Ajna Késely (* 2001), Schwimmerin
- Réka Király (* 2001), Handballspielerin
- Gabriella Landi (* 2001), Handballspielerin
- Janka Molnár (* 2001), Leichtathletin
- Kristóf Papp (* 2001), Eishockeyspieler
- Klaudia Pintér (* 2001), Handballspielerin
- Liza Pusztai (* 2001), Säbelfechterin
- Krisztián Rabb (* 2001), Säbelfechter
- Bence Imre (* 2002), Handballspieler
- Mihály Kata (* 2002), Fußballspieler
- Attila Molnár (* 2002), Sprinter
- Eszter Muhari (* 2002), Degenfechterin
- Máté Ónodi-Jánoskúti (* 2002), Handballspieler
- Bertold Drijver (* 2003), Radsportler
- Gergő Fazekas (* 2003), Handballspieler
- Sára Fojt (* 2003), Kanutin
- Viktória Mihályvári-Farkas (* 2003), Schwimmerin
- Noa Szőllős (* 2003), israelische Skirennläuferin
- Tamás Trunk (* 2003), Skirennläufer
- Balázs Varga (* 2003), Eishockeyspieler
- Petra Simon (* 2004), Handballspielerin
- Zalán Vancsa (* 2004), Fußballspieler
- Krisztián Lisztes (* 2005), Fußballspieler
- Alexa Sulyán (* 2005), Sprinterin
- Lilla Minna Ábrahám (* 2006), Schwimmerin
- Bence Farkas (* 2006), deutsch-ungarischer Eishockeyspieler
- Huba Hómann (* 2006), Fußballspieler
- Sarolta Kriszt (* 2006), Leichtathletin